# 相澤次郎
相澤 次郎（あいざわ じろう、1903年 - 1996年）は、日本の技術者。北海道夕張市出身。

## 略歴
1914年、小学5年生の際に1860年のロンドンの博覧会に出展された人造人間「マシンボックス」の写真に感銘を受けロボットへの志向を高める。
1931年、日本初のロボット工作指南書「図解 人造人間の作り方」を著し、1933年には「ロボット管弦楽団」を展覧会に出品し1934年には「ロボット」「ROBOT」の登録商標を取得したが「ロボットはみな兄弟」の信念のもとに、その商標権を行使せずにロボットの普及に務める。
戦後は東京都立工芸高等学校の講師や安立電気の技師の傍らで子供向けの制作活動を再開、上野動物園のおサル電車や象型ロボット「多摩吉君」などを制作、また当時海外輸出で人気を博したブリキ製のロボット玩具についてのアドバイスも行った。
1952年には「科学的玩具を通じ児童福祉に貢献する」ことを目的に、保谷市に財団法人「日本児童文化研究所」（現・国際医療福祉教育財団）を設立。手塚治虫や井深大らが設立や運営に協力し、長男の研一らスタッフとともにロボット・鉄道模型・科学ジオラマなどの製作を開始。基本的な開発方針やアイデアは相澤、デザインや設計図は長男が担当して制作にあたっていた。
1959年、初の大型ロボットとして身長2.15mの「一郎」を完成。戦前を含め生涯で800人以上のロボットを製造し、主にアンテナのついた四角い頭・大きな円いライトの目・ブリキのロボット玩具を大きくした体格・赤や青等原色系の塗色の特徴を持ち「相澤ロボット」として親しまれ、科学技術館等の都内各地や全国のデパートで行われたロボット博イベントにて展示・実演されロボット関連の書籍の表紙も飾り子どもたちの人気を博した。
1970年には、手塚治虫との縁から手塚がプロデュースした日本万国博覧会「フジパン・ロボット館」にてカメラマンロボットなどを出展、その後も1980年代前半まで全国各地や台湾・韓国などのロボット関連のイベントにて出展された。
その後80歳を迎えロボット製作から引退し、1988年には相澤が幼少期を過ごした夕張市の「ゆうばりロボット大科学館」に自作ロボット類が寄託展示された。
死後の2009年には、日本児童文化研究所と神奈川工科大学により2008年に閉館したロボット大科学館から返却されたロボットを用いた復元計画「ロボット修復作業プロジェクト」が展開された。

## 人物
ロボットを人造ながらも人間として扱い、人類の良き理解者であり自ら生み出した子供とする信念を持ち、多数制作したロボットを「兄弟」として位置づけ「三郎」「五郎」「八郎」「九郎」「十郎」など人間同様の名前を付けていた。

## 著書
- 図解 人造人間の作り方（資文堂書店 1931年）
- 世界優秀人造人間と電気サインの設計と作り方（文教科学協会 1932年）
- 発明家になれる科学読本（康業社 1934年）
- わかり易き模型製作の虎の巻（高山堂 1935年）
- 図解旋盤工作（修教社書院 1937年）
- 旋盤の扱ひ方（清水書房 1938年）
- 経費最小限の工場経営（修教社書院 1938年）
- 工場と工作機械（ラヂオ科学社 1939年）
- プレス作業（修教社書院 1940年）
- 楽しい模型工作 上・下（日本電気協会出版部 1948年）